# 北海道道595号爱国停车场线
北海道道595号爱国停车场线（日语：北海道道595号愛国停車場線）是一条位于北海道十胜综合振兴局管内带广市的普通道级道路（北海道道）。

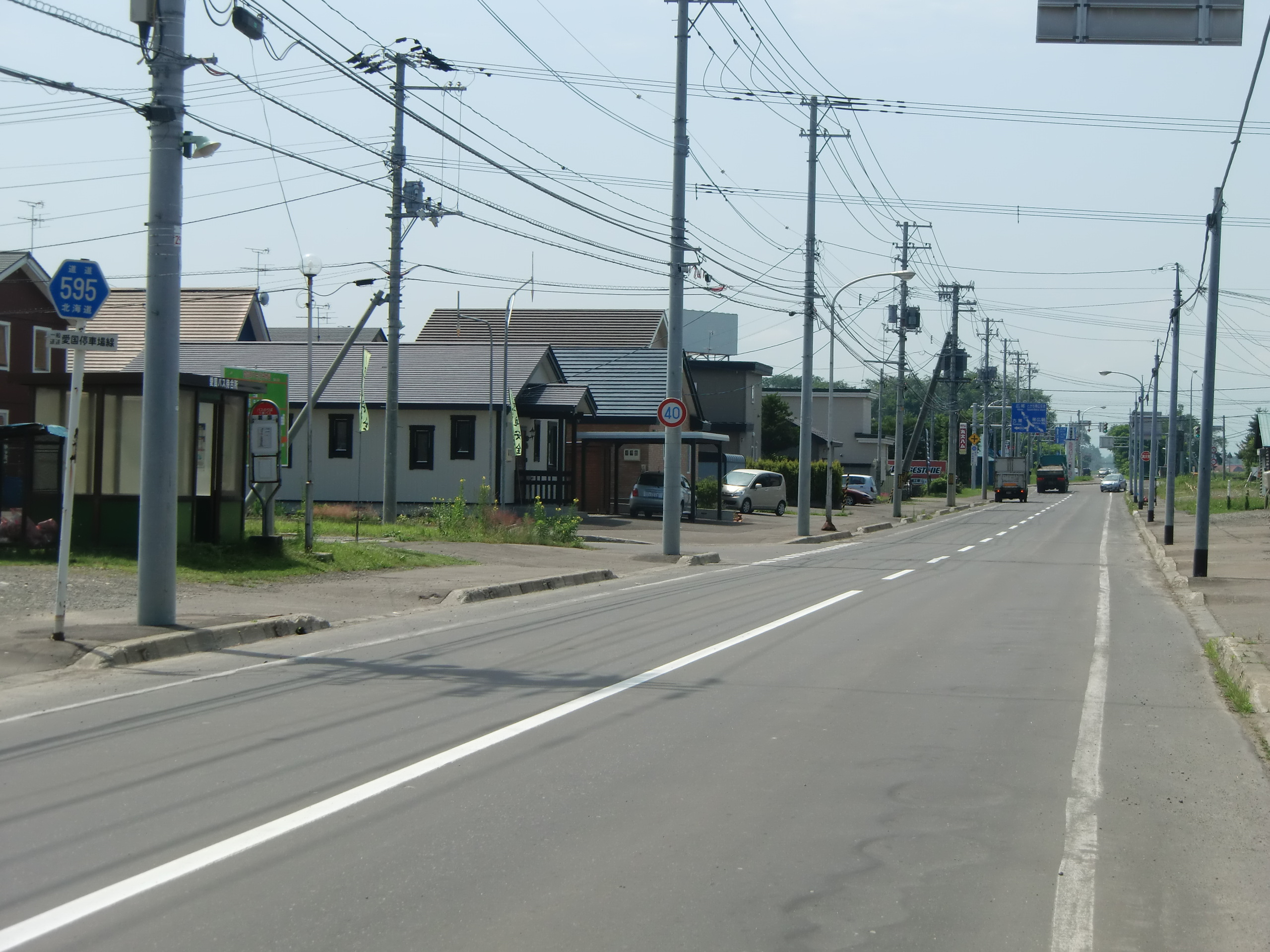
愛国町基線（2011年7月拍摄）

## 道路概况
- 起点：北海道带广市愛国町基線（旧国铁爱国站）
- 終点：北海道带广市愛国町基線
- 总距离：0.4千米

## 经过的自治体
- 十勝综合振興局
  - 带广市

## 主要连接道路
- 北海道道962号爱国停车场古舞线（起点 - 終点）：重複
- 国道236号（终点）

## 历史
- 1967年（昭和42年）3月31日 - 路線勘定（北海道告示第525号）